# West Island (ö i Kokosöarna)
West Island (Malajiska: Pulau Panjang, Cocos dialekt: Pulu Panjang) är en ö i Kokosöarna (Australien). Arean är 6,2 kvadratkilometer. Ön är en av de två bebodda öarna i Kokosöarna. Det bor ca 120 personer på West Island. Ön har en flygplats, Kokosöarnas flygplats.